# Bainville, Montana
Bainville är en ort i Roosevelt County i delstaten Montana, USA.